# Cicynethus
Cicynethus är ett släkte av spindlar. Cicynethus ingår i familjen Zodariidae.
Kladogram enligt Catalogue of Life:
| Cicynethus | \| \| Cicynethus acanthopus \| \| \| \| \| \| Cicynethus floriumfontis \| \| \| \| \| \| Cicynethus peringueyi \| \| \| \| |
|            | \| \| Cicynethus acanthopus \| \| \| \| \| \| Cicynethus floriumfontis \| \| \| \| \| \| Cicynethus peringueyi \| \| \| \| |
|            | Cicynethus acanthopus |
|            | |
|            | Cicynethus floriumfontis                                                                                                   |
|            | |
|            | Cicynethus peringueyi |
|            | |